# Nikita Sergejewitsch Michalkow

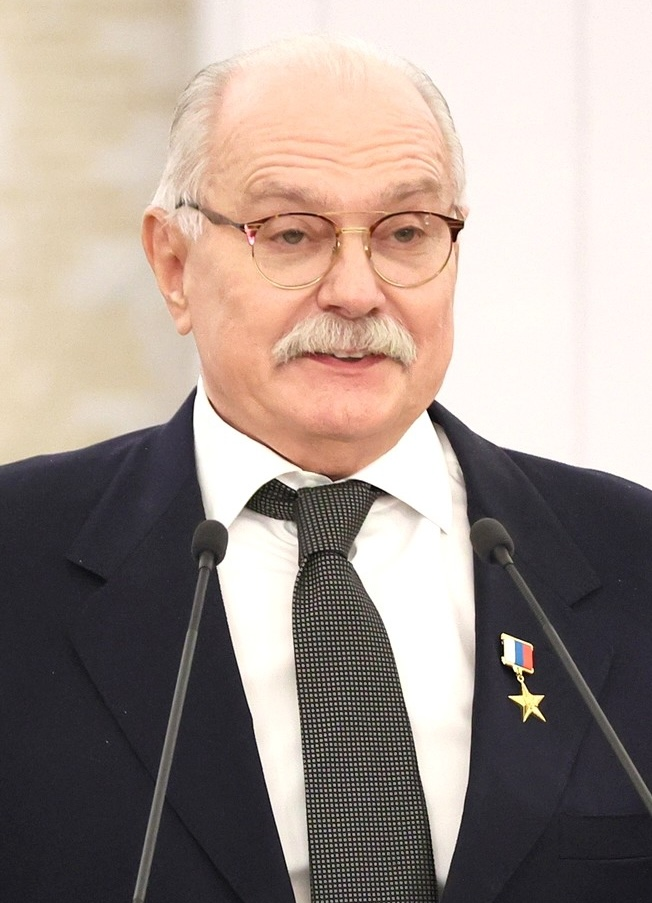
Nikita Michalkow (2022)

Nikita Sergejewitsch Michalkow (* 21. Oktober 1945 in Moskau; gebürtig Nikita Sergejewitsch Michalkow-Kontschalowski, russisch Никита Сергеевич Михалков) ist ein russischer Schauspieler, Filmregisseur, Drehbuchautor und Filmproduzent.

## Leben
Nikita Michalkow stammt aus einer russischen Künstlerfamilie. Er ist der Sohn des Dichters Sergei Wladimirowitsch Michalkow, der unter anderem die sowjetische und russische Nationalhymne schrieb. Auch seine Mutter Natalja Kontschalowskaja, Tochter des Malers Pjotr Kontschalowski und Enkelin des Malers Wassili Surikow, war Dichterin. Nikita Michalkow ist außerdem der Bruder von Andrei Kontschalowski (eigentlich Andrei Sergejewitsch Michalkow-Kontschalowski), der ebenfalls Filmregisseur ist, aber im Gegensatz zu Nikita auch in den USA arbeitet. Nikitas erste Frau Anastassija Wertinskaja, Tochter von Alexander Wertinski, ist in Russland eine bekannte Schauspielerin. Auch seine Töchter und Söhne hatten Auftritte in russischen Filmen. Seine zweite Frau Tatjana Michalkowa ist ein in Russland bekanntes Fotomodell.
Michalkow hatte sein Filmdebüt als Schauspieler 1961 in Wassili Ordynskis Tutschi nad Borskom. Von 1963 bis 1966 absolvierte er eine Schauspielausbildung an der Schtschukin-Theaterhochschule des Wachtangow-Theaters und besuchte danach Regiekurse von Michail Romm an der Filmhochschule VGIK in Moskau. Während dieser Zeit spielte er in Georgi Danelijas Komödie Zwischenlandung in Moskau (1963) seine erste größere Rolle. Unter der Regie seines Bruders Andrei spielte Michalkow den Fürsten Nedidow in Ein Adelsnest (1969) und Sibiriada (1979). Seine Rollen in den Eldar-Rjasanow-Filmen Bahnhof für zwei (1983) und Eine bittere Romanze (1985) waren bei den Zuschauern beliebt und brachten ihm Darstellerpreise der Leser der Filmzeitschrift Sowjetski ekran. Er spielte bislang in über 40 Filmen, einschließlich bei solchen in eigener Regie wie Der Barbier von Sibirien, wo er den russischen Zaren Alexander III. verkörperte.

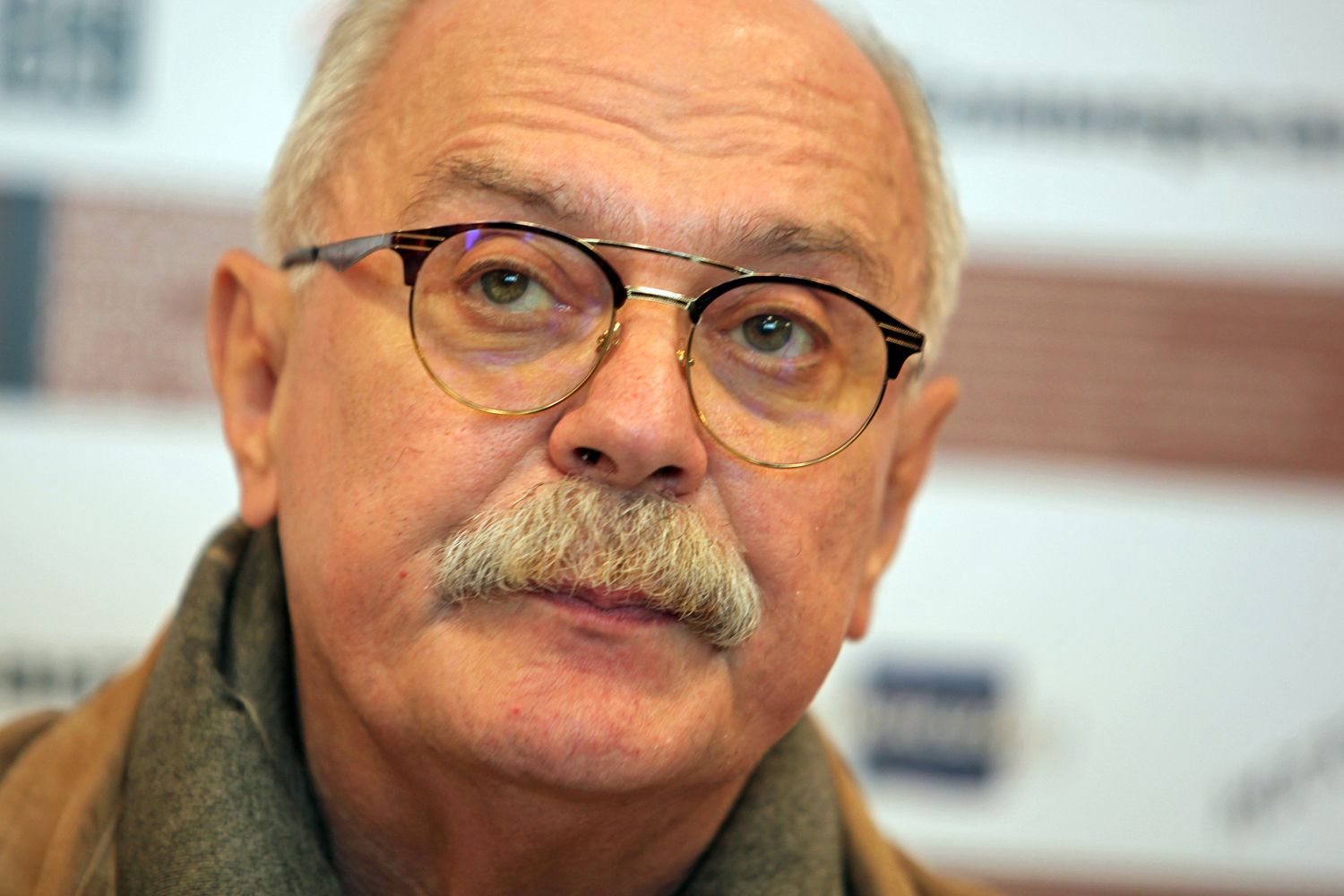
Nikita Michalkow 2018 in Moskau

Seit Ende der 1960er Jahre führt Michalkow auch Regie. Zu seinen erfolgreichen Werken der 1970er Jahre gehören der Bürgerkriegsfilm Fremd unter seinesgleichen (1974), die Tschechow-Verfilmung Unvollendetes Stück für ein mechanisches Klavier (1977) – für den er beim Festival Internacional de Cine de Donostia-San Sebastián 1977 eine Goldene Muschel gewann – und die Gontscharow-Verfilmung Tage aus dem Leben Ilja Oblomows (1979) mit Oleg Tabakow in der Titelrolle.
Beim Internationalen Filmfestival von Moskau erhielt er 1983 für das Ehedrama Gespräch ohne Zeugen einen FIPRESCI-Preis, seit dem Jahr 2000 ist er Festivalpräsident. 1986/87 drehte Michalkow in Italien mit Silvana Mangano und Marcello Mastroianni den Film Oci ciornie, in dem Kurzgeschichten von Anton Tschechow verarbeitet werden; Mastroianni gewann dafür den Darstellerpreis des Filmfestivals von Cannes 1987. Michalkow wurde bei den Césars zweimal für den Besten ausländischen Film nominiert: 1988 für Oci ciornie und 1992 für Urga. 1991 erhielt er bei den Internationalen Filmfestspielen von Venedig einen Goldenen Löwen für Urga. 1993 erhielt er für Urga einen Nika als bester Regisseur und eine Nominierung bei den Independent Spirit Awards sowie eine Nominierung als Bester fremdsprachiger Film bei der Oscarverleihung 1993. 1994 gewann Michalkow bei den Internationalen Filmfestspielen von Cannes für Die Sonne, die uns täuscht den Großen Preis der Jury und den Preis der Ökumenischen Jury sowie 1995 den Oscar für den besten fremdsprachigen Film. Bei den BAFTA Awards wurde er 1989 für Oci ciornie und 1996 für Utomljonnyje solnzem nominiert.
1996 wurde Michalkow Jury-Präsident bei den 46. Filmfestspielen von Berlin. Beim Montréal World Film Festival im selben Jahr wurde er mit dem Grand Prix Spécial des Amériques ausgezeichnet und 1999 beim Internationalen Filmfestival von Karlsbad mit dem Town of Karlovy Vary Award. Nach einer mehrjährigen Schaffenspause als Filmregisseur stellte Michalkow 2007 mit 12 seine zwanzigste Regiearbeit fertig. Die Neuverfilmung von Sidney Lumets Die zwölf Geschworenen (1957), in dem der russische Filmemacher auch die Hauptrolle übernahm, feierte seine Premiere auf den 64. Filmfestspielen von Venedig, wo das Gerichtsdrama im offiziellen Wettbewerb vertreten war. Michalkow erhielt dort einen Speziallöwen für sein Gesamtwerk. Der Film wurde in der Kategorie Bester fremdsprachiger Film 2008 für den Oscar nominiert.
2010 verfilmte er mit Utomljonnyje solnzem 2 eine Fortsetzung von Die Sonne, die uns täuscht, in dem er erneut an der Seite von Oleg Menschikow eine der Hauptrollen spielte. Der Film erhielt eine Einladung in den Wettbewerb der 63. Filmfestspiele von Cannes, blieb aber ohne Preis. In Russland ist er weitgehend kritisch aufgenommen worden.
Michalkow gehörte zu den Produzenten des zweiterfolgreichsten russischen Films aller Zeiten, T-34, der Anfang 2019 in die Kinos kam.

## Politik

Michalkow mit Wladimir Putin (2015)

Am 16. Oktober 2007 schrieb Michalkow zusammen mit drei anderen Kulturschaffenden einen Brief an den Präsidenten der Russischen Föderation, Wladimir Putin. In diesem Brief baten sie Putin, eine dritte Amtszeit als Präsident zu regieren und damit gegen die Verfassung zu verstoßen. Der Brief löste starke Diskussionen aus. Die Urheber des Briefes gaben an, im Namen aller Kunstschaffenden zu sprechen.
Für eine Filmpremiere im Jahr 2014 auf der annektierten Krim flogen Michalkow und ein Pressetross in einer vom russischen Verteidigungsministerium gecharterten Maschine ein. Im Rahmen der Premiere brachte Michalkow mit einer Rede sowie einer Gesangsdarbietung seine Sympathie für das Russische Kaiserreich zum Ausdruck. Trotz seiner Unterstützung für die Annexion der Krim sprach sich Michalkow für die Freilassung des in Russland inhaftierten ukrainischen Filmemachers Oleh Senzow aus.
Im Februar 2016 erklärte Michalkow, es sei „notwendig, die Verbrechen Gorbatschows und Jelzins auf staatlicher Ebene anzuerkennen.“ Ihre Verbrechen hätten „zum Zerfall unseres Landes geführt!“
Am 19. Juli 2022 schreibt Ellen Ivits in ihrer Kolumne Perlen der Kreml-Propaganda auf Stern.de: „Einst gewann er einen Oscar – heute erfindet dieser Mann Nazis für Putin“.
Im Dezember 2022 setzte die EU ihn auf eine Sanktionsliste.

## Sonstiges
Am 31. August 2015 wurde Nikita Michalkow die Einreise in die Ukraine untersagt. Ebenfalls betroffen von dieser Verfügung waren 16 weitere Kulturschaffende aus Russland.
Der Asteroid (14349) Nikitamikhalkov wurde am 19. September 2005 nach ihm benannt.

## Filmografie (Auswahl)
Schauspieler
- 1959: Solnze swetit wsem lt. IMDb
- 1961: Tutschi nad Borskom

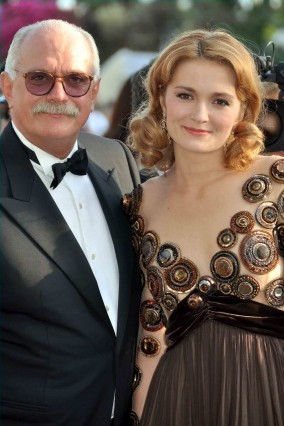
Michalkow mit seiner Tochter Nadeschda bei den Internationalen Filmfestspielen von Cannes 2010

- 1962: Die Abenteuer des Krosch (Prikljutschenija Kroscha)
- 1963: Zwischenlandung in Moskau (Ja schagaju po Moskwe)
- 1966: Pereklitschka
- 1967: Sterne an den Mützen (Csillagosok, katonák)
- 1969: Ein Adelsnest (Dworjanskoje gnesdo)
- 1970: Hinterm Haus der Feind (Pesn o Manschuk)
- 1970: Ljubow Jarowaja (Ljubow Jarowaja)
- 1970: Das rote Zelt (Krasnaja palatka)
- 1972: Der Postmeister (Stanzionny smotritel)
- 1974: Fremd unter seinesgleichen (Swoi sredi tschuschich, tschuschoi sredi swoich)
- 1976: Sklavin der Liebe (Raba ljubwi)
- 1977: Unvollendete Partitur für ein mechanisches Klavier (Neokontschennaja pjessa dlja mechanitscheskowo pijanino)
- 1981: Der Hund von Baskerville (Sobaka Baskerwilei)
- 1982: Der Sündenbock (Inspektor GAI)
- 1983: Bahnhof für zwei (Вокзал для двоих)
- 1983: 250 Grammes: A Radioactive Testament (250 gramma)
- 1984: Eine bittere Romanze (Schestoki romans)
- 1994: Die Sonne, die uns täuscht (Utomljonnyje solnzem)
- 1996: Inspektor
- 1998: Der Barbier von Sibirien (Sibirski zirjulnik)
- 2000: Belief, Hope and Blood
- 2004: Épreuves d’artistes
- 2005: Schmurki
- 2005: Der Staatsrat (Statski sowetnik)
- 2005: Persona non grata
- 2007: 12
- 2010: Die Sonne, die uns täuscht – Der Exodus (Utomljonnyje solnzem 2)

Regisseur
- 1971: Spokoiny den w konze woiny
- 1972: Fitil-No. 125
- 1974: Fremd unter seinesgleichen (Swoi sredi tschuschich, tschuschoi sredi swoich)
- 1976: Sklavin der Liebe (Raba ljubwi)
- 1977: Unvollendete Partitur für ein mechanisches Klavier (Neokontschennaja pjessa dlja mechanitscheskowo pijanino)
- 1979: Fünf Abende (Pjat wetscherow)
- 1980: Tage aus dem Leben Ilja Oblomows (Neskolko dnei is schisni I. I. Oblomowa)
- 1982: Verwandtschaft (Rodnja)
- 1983: Gespräch ohne Zeugen (Bez svideteley)
- 1987: Schwarze Augen (Oci ciornie)
- 1991: Urga (Urga)
- 1994: Die Sonne, die uns täuscht (Utomljonnyje solnzem)
- 1998: Der Barbier von Sibirien (Sibirski zirjulnik)
- 2007: 12
- 2010: Die Sonne, die uns täuscht – Der Exodus (Utomljonnyje solnzem 2)
- 2011: Die Sonne, die uns täuscht – Die Zitadelle (Utomljonnyje solnzem 3)
- 2014: Der Sonnenstich (Solnetschny udar)